# 쓰루시
쓰루시(일본어: 都留市)는 일본 야마나시현 동부에 있는 시이다. 예로부터 견직물의 산지이다.

## 지리
오쓰키시와 후지요시다시의 중간에 위치한다. 대부분이 지치부 산지와 미사카 산지, 단자와 산지 등에 속하는 산간부이며 남서쪽에서 북동쪽으로 가쓰라가와강이 흐른다. 이 가쓰라가와강을 따라서 험난한 산과 깊은 계곡 사이에 끼어 있는 평탄지에 시가지가 형성되어 있다. 또 이 강을 따라 주오 자동차도(가와구치코선), 국도 139호선, 후지 급행선이 지난다.

## 인접하는 자치체
- 후지요시다시, 오쓰키시, 우에노하라시
- 미나미쓰루군 도시촌, 니시카쓰라정, 오시노촌, 야마나카코촌, 후지카와구치코정

## 역사
- 1896년 3월 7일 - 야촌이 정으로 승격해 다니무라정이 되었다.
- 1954년 4월 29일 - 미나미쓰루군 다니무라정, 다카라촌, 가세이촌, 모리사토촌, 히가시카쓰라촌이 합병해 쓰루시가 탄생하였다.

## 교통

### 철도
- 후지 급행 후지 급행선

### 도로
- 주오 자동차도
- 국도 제139호선

## 인구
| 연도 | 인구   | ±%     |
| ---- | ------ | ------ |
| 1940 | 24,158 | —      |
| 1950 | 31,098 | +28.7% |
| 1960 | 29,262 | −5.9%  |
| 1970 | 31,118 | +6.3%  |
| 1980 | 32,901 | +5.7%  |
| 1990 | 33,903 | +3.0%  |
| 2000 | 35,513 | +4.7%  |
| 2010 | 33,600 | −5.4%  |